# Karel Barvitius
Karel Barvitius (14. ledna 1893 Praha – 6. února 1949 Praha) byl český skladatel a hudební nakladatel.

## Život
Karel Barvitius byl synem známého pražského nakladatele Karla Josefa Barvitia. Na Pražské konzervatoři vystudoval hru na varhany. V letech 1913–1914 byl ředitelem kůru v pražské čtvrti Podolí.
Poté převzal řízení rodinného podniku: Barvitiova hudebního nakladatelství. Firma byla zlikvidována komunisty v roce 1949 a prodejny převzaty Supraphonem. Karel Barvitius ztrátu rodinného majetku nepřežil a ještě téhož roku zemřel.

## Dílo
Za svého života vydal mimo jiné melodram Legenda na slova Jaroslava Vrchlického a píseň Zastaveníčko na text Karla Hynka Máchy. Kromě toho připravil četné úpravy písní, směsi z oper (zvláště z oper Bedřicha Smetany. Upravil rovněž klavírní výtah Prodané nevěsty.